# 空气产品公司
空气产品公司（又译“空气化工产品”、“空气化工”）是一家美国化学工业公司，主要业务是销售工業氣體和化学物质。該公司总部设在美國賓夕法尼亞州阿伦敦。空气化工是利哈伊谷地區的第三大雇主。

## 历史
該公司于1940年成立。它的法国子公司总部在2015年6月26日曾遭到恐怖袭击。
2015年9月17日，空气产品公司宣布將其材料技术业务剝離，組成新公司Versum Materials。

## 产品
空气产品公司的产品包括工业气体（主要是氧气，氮气，氩气，氢气和二氧化碳）和特种气体，專業用物質以及化學中間物。 
空气产品公司还为航天飞机外箱提供液态氢和液态氧燃料。空气产品公司已与NASA建立了50年的合作关系，在每次航天飞机发射、執行水星计划和阿波罗计划飞行任务時所需的液态氢都由空气产品公司提供。